# Echinirus
Echinirus is een geslacht uit de Taeniacanthidae, een familie uit de orde Poecilostomatoida van de Copepoda of eenoogkreeftjes.

## Soorten
- E. diadematis
- E. laxatus